# Șoim sudic
Șoimul sudic (Falco biarmicus) este o specie de pasăre de pradă aparținând familiei Falconidae. Este un șoim de mărime medie care se înmulțește în Africa, sud-estul Europei și chiar în Asia.

## Taxonomie
Șoimul sudic a fost descris de zoologul olandez Coenraad Jacob Temminck în 1825, sub denumirea binomială actuală Falco biarmicus. Localitatea tip este Caffraria și Capul Bunei Speranțe. Falco înseamnă „șoim” în latina târzie, de la falx, falcis „seceră”. Naturalistul suedez Carl Linnaeus a folosit epitetul specific biarmicus pentru pițigoiul bărbos, iar Temminck credea în mod clar că acest cuvânt înseamnă „bărbos”, dar este probabil ca Linnaeus să fi folosit forma latinizată pentru Bjarmaland, un district din nordul Rusiei.
Există cinci subspecii recunoscute:
- F. b. biarmicus – Subspecia nominalizată este răspândită din Republica Democrată Congo până în sudul Kenyei, la sud de Africa de Sud
- F. b. feldeggii – Italia până în Turcia, Azerbaidjan și nord-vestul Iranului
- F. b. tanypterus – din nord-estul Africii până în Arabia, Israel și Irak
- F. b. erlangeri – nord-vestul Africii
- F. b. abyssinicus – din sudul Mauritaniei până în Etiopia și Somalia din sud până în Camerun și nordul Kenyei

## Galerie

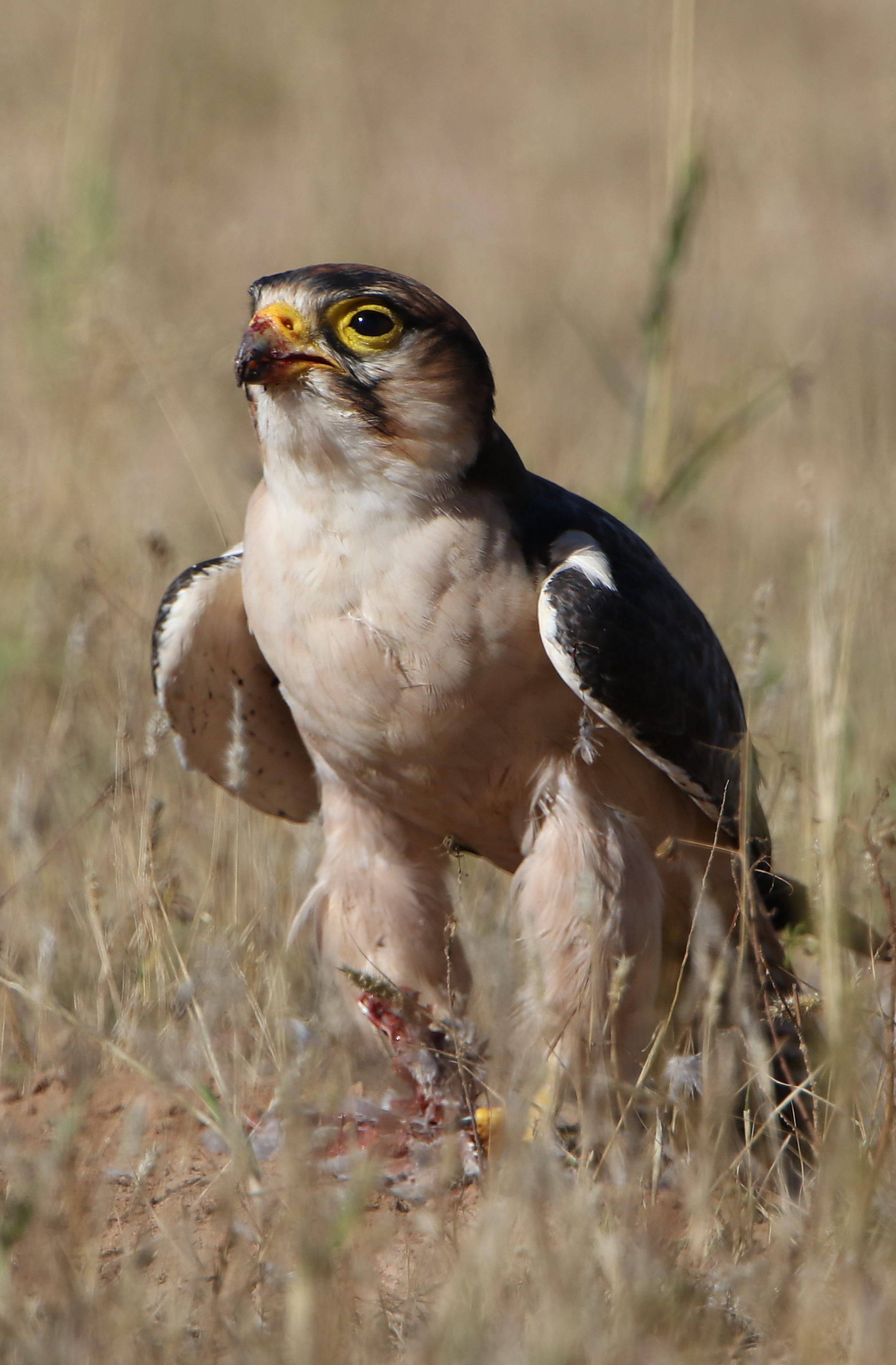
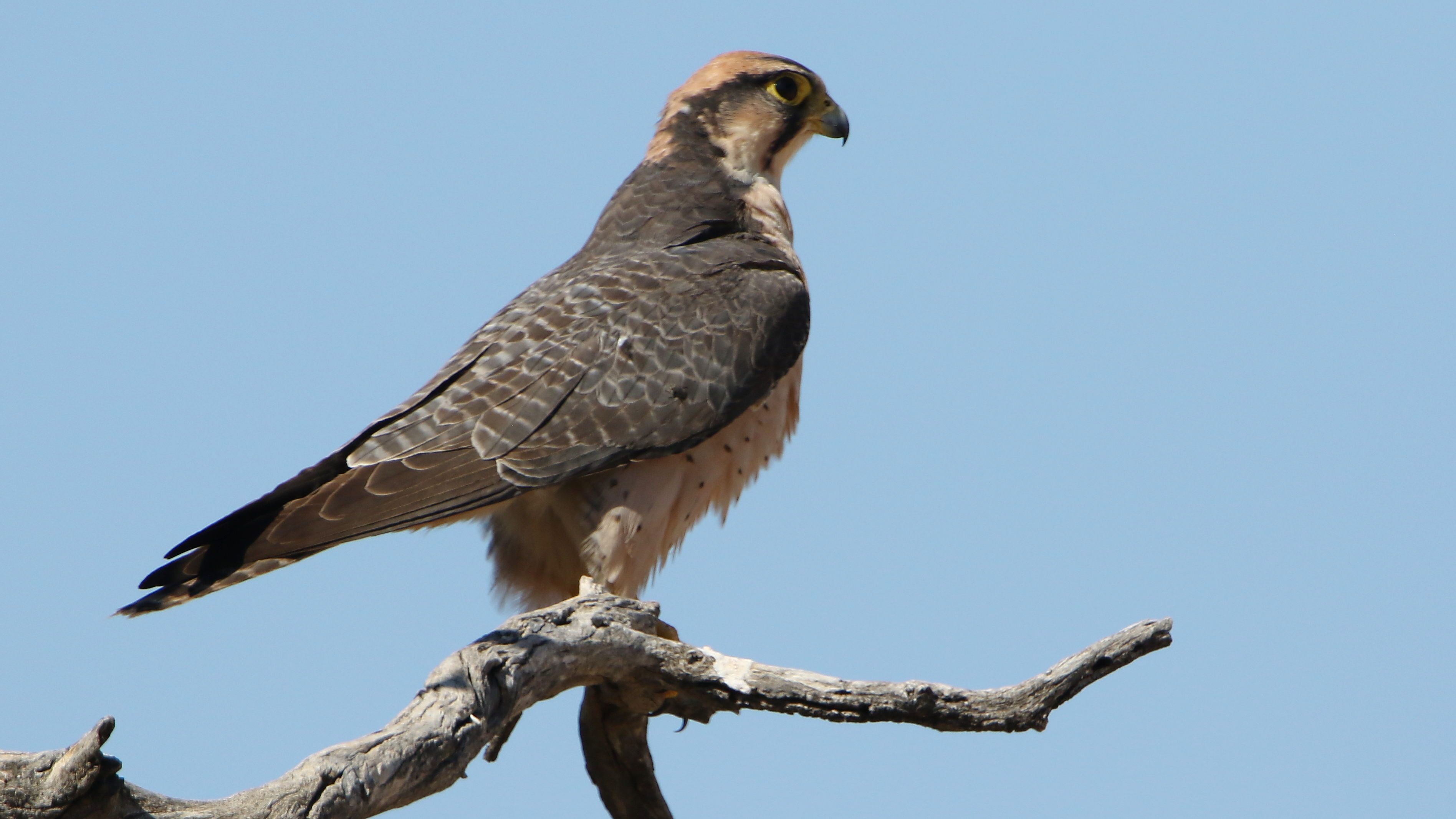
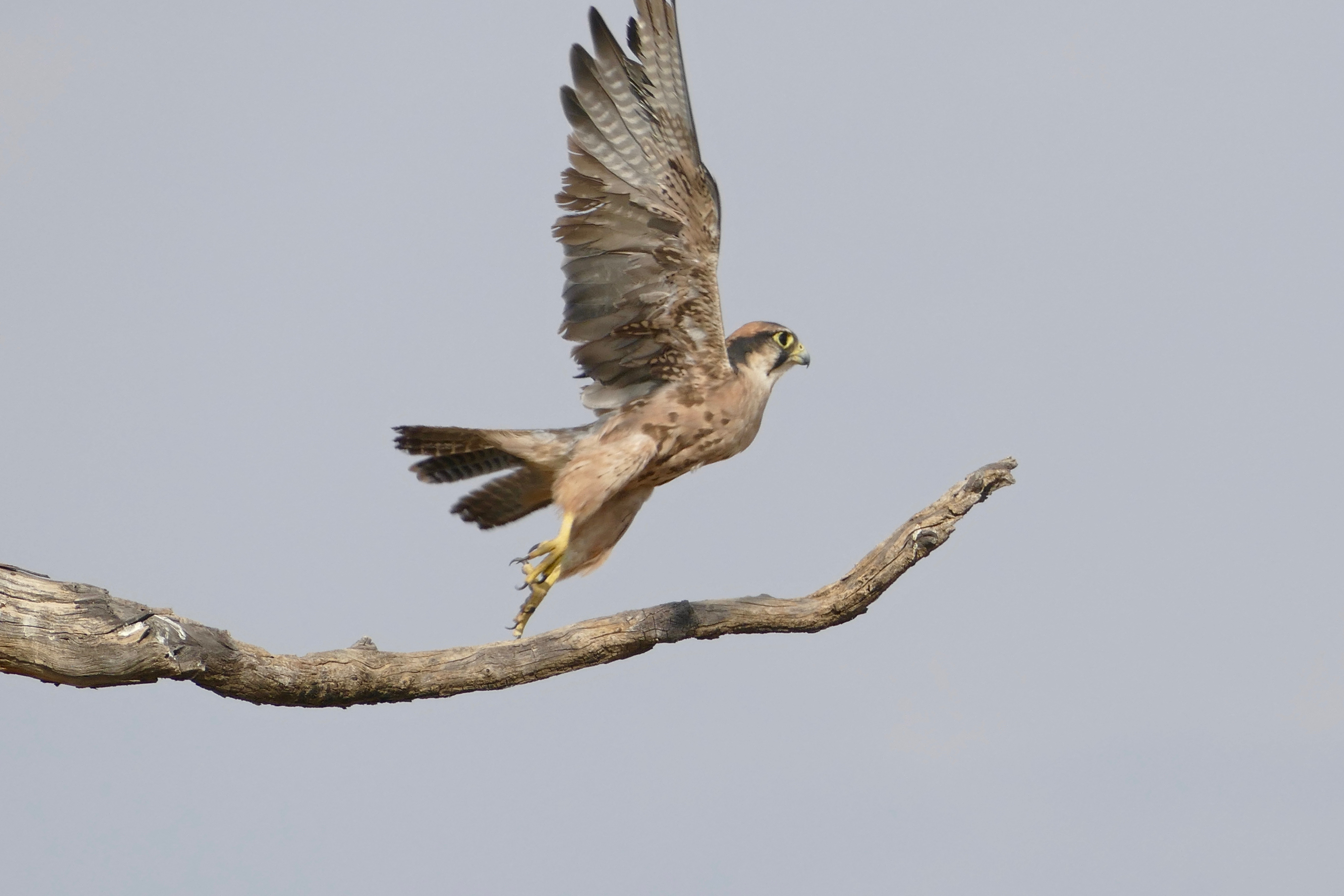